# ボルジャ・ダグラス
ボルジャ・ダグラス（Dougie Bolger、2004年 - ）は、イギリスで活動する日本のレーシングドライバー。

## 来歴
2004年、イギリス人と日本人の両親のもとに東京で生まれる。その後程なくして長野県軽井沢町に移住し、同地で幼少時代を過ごす（そのため軽井沢町出身とされることもある）。7歳からレースを開始し、ハルナカップ（榛名モータースポーツランド）、ジャパンカートカップ（日本スーパーカート協会）等の国内カートレースで優秀な戦績を収める。
軽井沢中部小学校卒業後の2017年、さらなる修練を積むために単身で渡英。
2018年、レーシングチーム・マクラーレンのDNA若手育成プログラムドライバーの一人として選出される。
2021年、セバスチャン・ベッテルや佐藤琢磨らを輩出した名門レーシングチームカーリン・モータースポーツへの所属が決定し、イギリスF4選手権に同年5月の開幕戦でデビューした。最終的にデビューシーズン（en:2021 F4 British Championship）で総合優勝とルーキーカップ優勝各1回をあげ、ルーキーカップでは6度の表彰台に登った。
2022年、ラディカル・モータースポーツで戦績を残している。

## レース戦績
- 2021 イギリスF4選手権 チャンピオンシップ総合15位（優勝1回）
- 2021 イギリスF4選手権 ルーキーカップ総合5位（3位4回、2位2回、優勝1回）